# 直隶庄村
直隶庄村位于山西省晋中市榆次区城东，占地700余亩，隶属于郭家堡乡，是一个城中村。

## 历史
该村所处原为榆次城东墙外的荒坡地，自明清起陆续有直隶、河南、山东等地移民定居于此，而形成村落，因移民多由直隶省而来而得名。

## 产业
该村历来出产豆腐、豆芽等豆制品，村内建有多家工厂，生产预制板，挂车，阀门，农业机械等产品。

## 方言
该村也是晋中的一个冀鲁官话方言岛，不过近年来年轻人越来越多地以榆次话或普通话为主要语言。